# Hyalogyrinidae
Hyalogyrinidae är en familj av snäckor. Hyalogyrinidae ingår i ordningen Heterostropha, klassen snäckor, fylumet blötdjur och riket djur. Enligt Catalogue of Life omfattar familjen Hyalogyrinidae 2 arter.
Kladogram enligt Catalogue of Life:
| Hyalogyrinidae | \| \| Hyalogyra \| \| \| \| \| \| Hyalogyrina \| \| \| \| |
|                | \| \| Hyalogyra \| \| \| \| \| \| Hyalogyrina \| \| \| \| |
|                | Acteonidae                                                |
|                |                                                           |
|                | Amathinidae                                               |
|                |                                                           |
|                | Architectonicidae                                         |
|                |                                                           |
|                | Cornirostridae                                            |
|                |                                                           |
|                | Ebalidae                                                  |
|                |                                                           |
|                | Mathildidae                                               |
|                |                                                           |
|                | Omalogyridae                                              |
|                |                                                           |
|                | Pyramidellidae                                            |
|                |                                                           |
|                | Rissoellidae                                              |
|                |                                                           |
|                | kamgälsnäckor                                             |
|                |                                                           |
|                | Xylodisculidae                                            |
|                |                                                           |
|                | Hyalogyra                                                 |
|                |                                                           |
|                | Hyalogyrina                                               |
|                |                                                           |

|  | Hyalogyra   |
|  |             |
|  | Hyalogyrina |
|  |             |